# 940

## Родени
- Абул Уафа, ирански учен